# Just Fontaine
Just Fontaine (* 18. August 1933 in Marrakesch, Französisch-Marokko; † 1. März 2023 in Toulouse) war ein französischer Fußballspieler, -trainer und -funktionär.

## Vereinskarriere
Fontaine, von der Öffentlichkeit meist liebevoll nur „Justo“ genannt, begann seine aktive Karriere 1950 bei US Marocaine Casablanca. 1953 wechselte er nach Frankreich, spielte zunächst für den OGC Nizza (1953–1956) und anschließend für Stade Reims (1956–1962). Bei diesem Klub spielte er (wie in der Nationalmannschaft) mehrere Jahre mit hochkarätigen Offensivspielern (Piantoni, Vincent und Bliard) zusammen, die pro Saison zwischen 80 und 90 Treffer in der Division 1 erzielten, im Jahr von Kopas Rückkehr (1959/60) sogar 109 Tore in 38 Spielen. In Frankreich wurde Just Fontaine viermal Meister und zweimal Pokalsieger; außerdem war er zweimal Torschützenkönig in der höchsten Spielklasse. Mit Reims stand er zudem im Finale des Europapokals der Landesmeister 1959 gegen Real Madrid.
Als er 1960 zu Espanyol Barcelona wechseln wollte, erlitt er durch ein schweres Foul des Sochauxer Mittelstürmers Sékou Touré einen doppelten Beinbruch, von dem er sich trotz mehrerer Anläufe nie mehr richtig erholte. Zwei Jahre später, gerade genesen, brach er sich das rechte Bein erneut und beendete – mit nur 28 Jahren – seine aktive Laufbahn.
Ende 1961 wurde der streitbare Goalgetter zum ersten Präsidenten der französischen Spielergewerkschaft UNFP gewählt, er hatte diese Funktion bis 1964 inne. Fontaine war auch der erste französische Fußballspieler, der eine Schallplatte aufnahm (die Single Vas-y Fontaine und die LP Just Fontaine chante Gil Bernard).

## Nationalmannschaft
Fontaine bestritt von 1953 bis 1960 insgesamt 21 Einsätze für die Équipe Tricolore, in denen er 30 Tore erzielte – dies ergibt einen sagenhaften Schnitt von 1,43 Treffern pro Spiel. In vier Partien gelang ihm dabei ein „Dreierpack“, im Spiel um Platz 3 gegen Deutschland bei der WM 1958 erzielte er sogar vier Tore.
Er hält auch den Torrekord bei einer Fußball-Weltmeisterschaft: Bei der Endrunde 1958 in Schweden erzielte er die bis heute gültige Bestmarke von 13 Treffern – dabei war Fontaine nur auf Grund der Verletzung seines Reimser Mannschaftskameraden René Bliard in die französische Elf gerückt.
Obwohl die Endrunde der Weltmeisterschaft 1958 das einzige Turnier war, an dem er teilnahm, rangiert er in der ewigen WM-Torschützenrangliste nur drei Treffer hinter dem Führenden, Miroslav Klose, welcher in insgesamt vier Turnieren getroffen hat.

## Der Trainer
Nach dem Ende seiner aktiven Laufbahn absolvierte Fontaine die Trainerausbildung, die er als Jahrgangsbester abschloss. Im Januar 1967 wurde er französischer Nationaltrainer, aber nach zwei Heimniederlagen in Freundschaftsspielen gegen Rumänien und die UdSSR bereits im Juli durch Louis Dugauguez ersetzt. Danach trainierte er unter anderem drei Jahre lang Paris Saint-Germain (1973–1976), mit dem er 1974 in die höchste Spielklasse aufstieg, sowie FC Toulouse (1978/79). Er war Anfang der 1980er außerdem Trainer der marokkanischen Nationalmannschaft.
Anschließend widmete sich der auch mit dem Titel Ritter der Ehrenlegion sowie von der Fachzeitschrift L’Équipe im Jahr 2000 als fünftbester französischer Fußballer des Jahrhunderts ausgezeichnete Fontaine seinen Justo Sport-Sportartikelgeschäften. Zudem besaß er zwei Lacoste-Läden.
Toulouse, die Heimat seiner Frau, mit der er seit 1960 verheiratet war, war lange Fontaines Lebensmittelpunkt. Über seinen Ruhestand bemerkte er 2011: „Ich verbringe meine Tage damit, Belote zu spielen, darüber hinaus schaue ich mir den African Nations Cup, die Premier League, die Bundesliga, die Serie A, La Liga an …“. In dieser Stadt verstarb er am 1. März 2023 im Alter von 89 Jahren und fand dort auch seine letzte Ruhestätte.

## Rekorde bei Fußball-WM 1958
Bei der Fußball-Weltmeisterschaft 1958 schoss Just Fontaine insgesamt 13 Tore, womit er einige Rekorde aufstellte. Ein Teil davon besteht noch fort. So ist er bis einschließlich 2022 vor Sándor Kocsis (11, 1954) und Gerd Müller (10, 1970) einer von nur drei Torschützenkönigen, die mindestens 10 Tore in einer einzelnen Fußball-Weltmeisterschaft erzielten. In jedem dieser Spiele schoss Fontaine mindestens ein Tor, in vier der sechs sogar mindestens jeweils zwei Tore. In zwei Begegnungen gelang ihm mindestens ein Hattrick, wobei er der einzige Spieler ist, dem dies während einer Fußball-Weltmeisterschaft gelang. Schließlich ist „Justo“ der Einzige, der in der K.-o.-Phase sogar vier Treffer – im kleinen Finale am 28. Juni 1958 gegen Deutschland – erzielte. Bis 1974 blieb er der Spieler mit den meisten Toren bei Endrunden, ehe Gerd Müller diese Marke im WM-Finale 1974 überbot.

## Erfolge

### Als Spieler
- Französischer Meister: 1956 (mit Nizza), 1958, 1960 und 1962 (mit Reims)
- Französischer Pokalsieger: 1954 (Nizza), 1958 (Reims)
- Trophée des Champions: 1958, 1960
- Finalist im Europapokal der Landesmeister: 1959
- Torschützenkönig im Europapokal der Landesmeister: 1959
- Torschützenkönig in Frankreichs höchster Spielklasse: 1958, 1960 (sowie zweitbester Schütze 1957 und 1959)
- Einsätze und Torerfolge in der Division 1: 200 Spiele und 165 Tore (69/43 für Nizza, 131/122 für Reims)
- 21 A-Länderspiele, davon eins in seiner Zeit bei Nizza, 20 bei Reims, mit 30 Toren
- Weltmeisterschafts-Dritter 1958, dort auch WM-Torschützenkönig (13 Treffer)
- Fontaine gehört auch zu den besten Fußballern aller Zeiten, den FIFA 100, und 2004 wurde er als bester Franzose in die UEFA Jubilee 52 Golden Players gewählt

### Als Trainer
- Nationaltrainer Frankreichs (1967, allerdings der kürzest amtierende selectionneur aller Zeiten) und Marokkos (1979–1981).
- Aufstieg mit dem Paris Saint-Germain FC in die Division 1 (1974)

## Auszeichnungen
- FIFA-Verdienstorden 1994[5]
- Golden Foot 2003
- Offizier der Ehrenlegion 2013

### Autobiographien
- Just Fontaine: Reprise de volée. Solar, o. O. 1970
- Just Fontaine: Mes 13 verités sur le foot. Solar, Paris 2006, ISBN 2-263-04107-9

### Sekundärliteratur
- Jean Cornu: Les grandes équipes françaises de football. Famot, Genève 1978
- Pascal Grégoire-Boutreau/Tony Verbicaro: Stade de Reims – une histoire sans fin. Cahiers intempestifs, Saint-Étienne 2001, ISBN 2-911698-21-5
- Michel Hubert/Jacques Pernet: Stade de Reims. Sa légende. Atelier Graphique, Reims 1992, ISBN 2-9506272-2-6
- L’Équipe (Hrsg.): Stade de Reims. Un club à la Une. L’Équipe, Issy-les-Moulineaux 2006, ISBN 2-915535-41-8
- Lucien Perpère/Victor Sinet/Louis Tanguy: Reims de nos amours. 1931/1981 – 50 ans de Stade de Reims. Alphabet Cube, Reims 1981
- Jacques und Thomas Poncelet: Supporters du Stade de Reims 1935–2005. Eigenverlag, Reims 2005, ISBN 2-9525704-0-X